# 南奥格拉巴镇区
南奥格拉巴镇区（緬甸語： [tàʊɰ̃ ʔoʊʔkəlàpa̰ mjo̰nɛ̀]）是缅甸仰光省丁眼遵县下辖的一个镇区，位于仰光市东部。该镇区由19个街区组成。该镇区是1959年建立的卫星城之一。如今，这里已成为城市中一个稳固的组成部分，尽管它只能与城市电网和下水道系统连接。它位于距离仰光国际机场5至30分钟车程的范围内。

## 教育
该镇区有32所小学、9所中学和5所高中。

## 医疗
南奥格拉巴综合医院是第二医科大学的附属教学医院，南奥格拉巴妇女儿童医院是该镇区一家主要的专科医院。